# Thomas Thielen
Thomas Thielen  (* 23. März 1976 in Prüm) ist ein deutscher Multiinstrumentalist (Keyboards, Gitarre, Bass), Sänger, Komponist, Musikproduzent, Arrangeur und Toningenieur, der unter dem Künstlernamen t Musikalben aus dem Bereich Progrock veröffentlicht.

## Leben
Thielen studierte nach dem Abitur Lehramt für Latein und Englisch in Trier und wurde mit einer 2002 vorgelegten und von Ulrich Eigler an der Universität Trier betreuten Dissertation im Fach Latein zum Thema Metamorphose als Text – Text als Metamorphose. Ovids Metamorphosen bei Ted Hughes promoviert. Nach dem Referendariat in Trier wechselte er nach Niedersachsen, wo er seit 2004 an einem Gymnasium Latein, Englisch, Philosophie und Werte und Normen unterrichtet. Daneben arbeitet Thielen als Pädagogischer Leiter in einem Studienseminar und ist Diskurs-Logiker.

## Musik
Mit drei Jahren erhielt Thielen Klavierunterricht und lernte autodidaktisch mit zwölf Jahren Gitarre spielen. Er spielte in einer Schülerband als Keyboarder und Rhythmusgitarrist, bevor er als Vierzehnjähriger als Bassist in eine Bluesrockband wechselte. 1992 gründete Thielen die Artrockband Powds Con Fusion, aus der sich die Band Scythe entwickelte. Scythe erhielt einen Plattenvertrag und produzierte 1999 ein Album. Nach der Auflösung der Band veröffentlichte Thielen unter dem Künstlernamen t ab 2001 Soloalben, bei denen er sämtliche Instrumente und Stimmen selbst einspielte. 2017 veröffentlichte Thielen gemeinsam mit Dominik Hüttermann, mit dem er bereits in den 1990er Jahren gespielt hatte, als Clouds Can ein Album. Thielen spielt seine Musik mit einer Liveband in Clubs und bei Festivals wie beispielsweise 2019 bei der Night of the Prog auf der Freilichtbühne Loreley.

### Rezeption
Die Musik von Thomas Thielen wird oftmals dem Progrock zugeordnet, wobei er selbst seine musikalischen Wurzeln im Indierock von Joy Division, The Cure und The Smiths, aber auch in der Popmusik sieht. Seine Alben enthalten komplexe musikalische und textliche Strukturen mit einem Wechsel aus sehr intensiven, moderat chaotisch anmutenden Passagen und entrückt-sanften Momenten.

„Seine Kompositionen sind höchst individuell, zeichnen sich durch wohlklingende, weitschwingende Melodien aus, durch ungewöhnliche, oft melancholisch klingende Harmoniemuster und durch eine oft verschachtelte Rhythmik, die trotz krummer Taktarten wie 11/8, 7/8 und 9/8 in unmittelbarer Aufeinanderfolge dennoch nicht konstruiert, sondern stimmig fließend klingt.“

Der Gesang des klassisch ausgebildeten Thielen wird von Kritikern mit dem von Steve Hogarth von Marillion verglichen, wobei manche Passagen auch an Peter Hammill erinnern.

## Diskographie
- Naive (Galileo Records, 2001)
- Voices (Galileo Records, 2006)
- Anti-Matter Poetry (Progrock Records, 2010)
- Psychoanorexia (Progressive Promotion Records, 2013)
- Fragmentropy (Progressive Promotion Records, 2015)
- Epistrophobia (Progressive Promotion Records, 2016)
- Solipsystemology (Giant Electric Pea, 2019)
- Pareidoliving (Giant Electric Pea, 2022)

Mit Scythe
- Divorced Land (Galileo Records, 1999)

Mit Clouds Can
- Moon (Eigenproduktion, 15 Exemplare, 1995)
- per aspera (Eigenproduktion, ca. 25 Exemplare, 1998)
- Leave (Progressive Promotion Records, 2017)